# Girard del Rosselló
|  | No s'ha de confondre amb Girard de Rosselló. |

Girart Gerard, Girard o Gyrart del Rosselló (vers 810-874) conegut també sota els noms de Girard de Viena i Gérard II de París (comte de París i comte de Vienne).

## Orígens
Girard va néixer cap a 810, fill de Leutard I de París (comte de Fézensac i de París) i de Grimilda. Fidel a l'emperador Lluís I el Pietós (fill de Carlemany 814- 840), organitzà la reconciliació d'aquest amb els seus fills i va rebre el 834 el comtat de París que ja havia tingut el seu pare Leutard I, mort el 816. A la mort de Lluís va abraçar la causa del seu fill gran Lotari I contra Carles el Calb i va lluitar en la batalla de Fontenoy-en-Puisaye el 841. Després de la derrota va seguir sense dubtar a Lotari I a Aix-la-Chapelle (o Aquisgrà, capital de l'imperi Carolingi) i es va casar el 843 amb Berta, filla del comte Hugues III de Tours o de l'Alta Alsàcia i germana d'Ermengarda de Tours, l'esposa de Lotari I amb la que no va tenir descendència masculina.

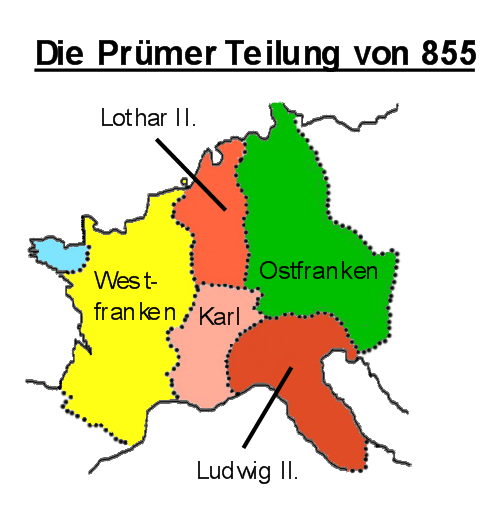
Divisió del territori de Lotari I d'acord amb el Tractat de Prüm

## Home fort de Carles de Provença (855-863)
El 855, Carles de Provença, fill de l'emperador Lotari I va heretar l'anomenat «regne de Provença» o de Borgonya Cisjurana. Com que Carles només tenia uns 10 anys, Girard, que era el seu preceptor, va assolir la regència. Es va oposar a l'intent de Lluís II el Jove d'apoderar-se del regne (856). El 859, es va signar un tractat entre Lotari II de Lotaríngia i el seu germà Carles de Provença, en virtut del qual Carles reconeixia el seu germà Lotari com el seu hereu.
El 858/ 859 Girart fundà l'abadia de Vézelay. Va fer donació d'aquest monestir a la Santa Seu. La donació fou acceptada pel papa Nicolau I des de 863 i confirmada per Carles II el Calb el 868. El 882 hi serà instaurat el culte de santa Magdalena, les relíquies de la qual, després d'haver estat transferides de l'església de Saint-Maximin-la-Sainte-Baume a l'Abadia de Sant Víctor de Marsella a causa dels trastorns provocats pels sarraïns a Provença, foren portades a Vézelay. Girart fundà també l'abadia de Pothières el 863, on fou enterrat a la seva mort junt amb Berta.
El 859 els normands van assolar les costes de Septimània destruint ciutats al Rosselló, i saquejant Narbona, continuant per la costa fins a la Camarga on van establir la seva base. Des d'aquest punt el mateix 859 o el 860 van remuntar el Roine pels dos costats i van arribar fins a Valence. Girard del Rosselló va reunir les forces del regne i els va poder derrotar en aquesta ciutat. El 860 els normands es van dirigir a les costes d'Itàlia i van arribar fins a Grècia.
A la tardor del 861 Girart defensa també el regne contra les pretensions de Carles el Calb; aquest últim s'avança fins a Mâcon amb l'excusa d'ajudar els provençals contra els normands; però Girard es va disposar a marxar contra Carles amb l'exèrcit del país i Carles no va gosar avançar més i va decidir retornar a França o d'altra banda el cridaven noves incursions dels normands.
El 862 el rei Carles de Provença va concedir una carta a l'església de Viviers representada pel bisbe Bernó i a petició de Girard, al que anomena en alguns documents "el seu pare alimentador i el seu mestre" en la que li donava una illa del Roine al comtat de Vivarès, illa que era domini reial. En aquesta carta Girard només és esmentat com a comte tot i que se sap que era duc per altres documents. En les actes de l'assemblea del regne se l'anomena el primer entre dotze comtes que hi van assistir.

## Home fort de Lotari II (863-869)
A la mort de Carles de Provença el 863, el germà d'aquest, l'emperador Lluís II el Jove rei d'Itàlia, arribà el primer per atorgar-se la Provença. Lotari II de Lotaríngia arribà massa tard i no va poder fer respectar l'acord de 859. Tanmateix Girart va obtenir els comtats de Lió, Vienne i Vivarais, que formaven el ducat de Lió o dels Lionès (Lyonnais), i va portar aquest darrer títol per l'acord de Mantaille del 30 d'abril del 863; la Provença pel seu costat passa sota el domini directe de Lluís II el Jove. Girart esdevingué el primer conseller de Lotari II.
El 868 Girart s'oposa una vegada més al rei Carles el Calb a propòsit de l'herència del comtat de Bourges i de les seves abadies.

## Expulsat de Provença per Carles el Calb (870)

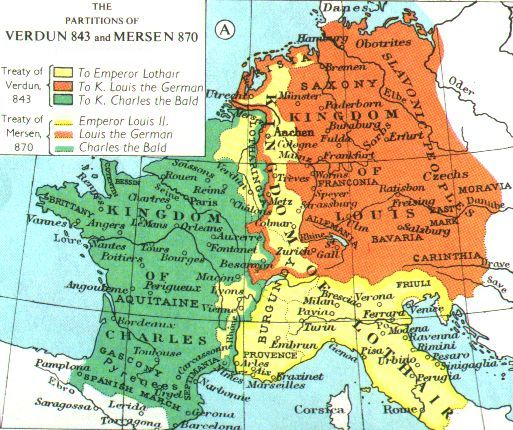
El repartiment de Meersen

L'agost del 869, després de la mort de Lotari II de Lotaríngia, va reprendre la lluita contra Carles el Calb. Després d'escaramusses al Berry, i l'Auxerrois, Girard tornà a les seves terres lioneses i es tanca a Vienne, ja que els dos oncles del difunt (Lluís el Germànic i Carles el Calb) tenien els dos pretensions sobre el regne del seu nebot.
De resultes del tractat de Meerssen (8 d'agost del 870) que organitza la successió de Lotari II de Lotaríngia entre Lluís el Germànic i Carles el Calb, el duc Girart refusa aquest repartiment i entra en rebel·lió contra Carles. Però aquest darrer, amb el suport dels arquebisbes de Lió i de Viena del Delfinat (Vienne), ataca el desembre els exèrcits de Girart manats per la seva dona Berta a Vienne. La ciutat va resistir durant mesos, però les tropes reials van devastar la rodalia i Girart va demanar una capitulació honorable. Girart cedí llavors Viena del Delfinat a Carles el Calb que en prengué possessió la vigília de Nadal de l'any 870. Carles va incorporar el Lionès i el Vienès en el seu regne i el gener del 871, va nomenar a Bosó V de Provença, governador del Lionès i del Vienès, càrrec ocupat fins llavors per Girart.
Per la seva banda Girart i la seva dona Berta es van retirar a Avinyó o a les seves terres de Vézelay (les dues hipòtesis són defensades pels historiadors). Berta va morir el 873 i Girart el 874, Girard i Berta tenien només una filla. L'identificatiu "del Rosselló" derivaria de l'assignat en un antic martirologi on se l'anomena Girart de Roussillon, i no tindria cap fonament real.

## El personatge llegendari
Girard de Rosselló es va convertir en un personatge llegendari, protagonista de la cançó de gesta Girard de Rosselhon i forma part dels més importants personatges de l'epopeia carolíngia. Segons la cançó de gesta del cicle dels vassalls rebels (o de Doon de Mayence, segons la classificació de Bertran de Bar), seria fill de Drogó, germà de Doon de Montreuil i de Beuve d'Aigremont i de fet, oncle dels quatre fills d'Aymon i de Maugis. Sota la ploma d'aquestos autors medievals, també és anomenat com Girart de Fraite, i seria comte de Barcelona, comte de Gascunya, comte d'Alvèrnia i comte de Provença.